# 韋恩 (阿拉巴馬州)
韋恩（英語：Wayne）是一個位於美國阿拉巴馬州馬倫戈縣的非建制地區。該地的面積和人口皆未知。

## 地理
韋恩的座標為32°06′20.5″N 87°48′03″W / 32.105694°N 87.80083°W，而該地的平均海拔高度為83米（即272英尺）。